# Hortência Marcari
Hortência de Fátima Marcari (Potirendaba, 23 de setembre de 1959) és una ex-jugadora de basquetbol brasilera, que actuava en la posició d'escorta.
Hortência, o "La Reina", com era anomenada, és considerada una de les millors basquetbolistes de la història i va ser declarada la millor jugadora en Copes del Món. El seu rècord d'anotació va ser de 121 punts, el 1987.

## Carrera esportiva
Als nou anys d'edat, Marcari es va traslladar amb la família de Potirendaba a Santo André (tots dos, municipis paulistans). En aquest municipi va iniciar la pràctica de diversos esports, entre els quals futbol sala, handbol i atletisme. A la seva escola va conèixer Waldir Pagan, professor d'educació física del centre, feina que compaginava amb la de tècnic en la selecció femenina de bàsquet. El primer club on va jugar a bàsquet va ser el São Caetano, actuant en l'equip juvenil entre 1973 i 1975. Posteriorment, va jugar al Fundação, Higienópolis, Prudentina, Minercal i Ponte Preta. Així, va desenvolupar tota la seva carrera esportiva en clubs de l'estat de São Paulo.
Va disputar cinc Mundials, arribant a la cúspide en el torneig de 1994 a Austràlia, on el combinat nacional va endur-se l'or. En canvi, la trajectòria olímpica de l'esportista paulistana no havia destacat gaire: el Brasil no es va classificar pels Jocs de Los Angeles ni pels de Seúl, i va caure eliminat en la primera fase a Barcelona. Poc després va decidir retirar-se de l'esport professional i acomplir el desig de ser mare. Va tenir el seu primer fill, João Victor Marcari Oliva, el febrer de 1996. Poques setmanes després, va tornar a entrenar preparant-se per a defensar el seu país en un últim repte: els Jocs d'Atlanta. La selecció brasilera, vigent campiona mundial, va ser finalista del torneig, sent derrotades en la final pel totpoderós equip local.
Hortência és la major anotadora de la història de la selecció brasilera de bàsquet, amb 3.160 punts, marcats en 127 partits oficials (24,9 punts/partit) i va forjar una dupla llegendària amb "Magic" Paula.

## Fora de les pistes
Retirada definitivament, Hortência va tenir un segon fill, Antônio Victor. Marcari es va fer dirigent esportiva, faceta en la que també va tenir un gran èxit a nivell de clubs. El 2009, va ser nomenada directora de la selecció brasilera de bàsquet femení, pel llavors president de la Confederació Brasilera de Bàsquet, Carlos Nunes.
També ha participat en la televisió brasilera de la retransmissió de diversos torneigs de la selecció, en funcions de comentarista.
El fill gran de l'exjugadora, João, és genet i ha participat en les competicions eqüestres dels Jocs de Rio i Tòquio. Antônio és DJ.

## Homenatges

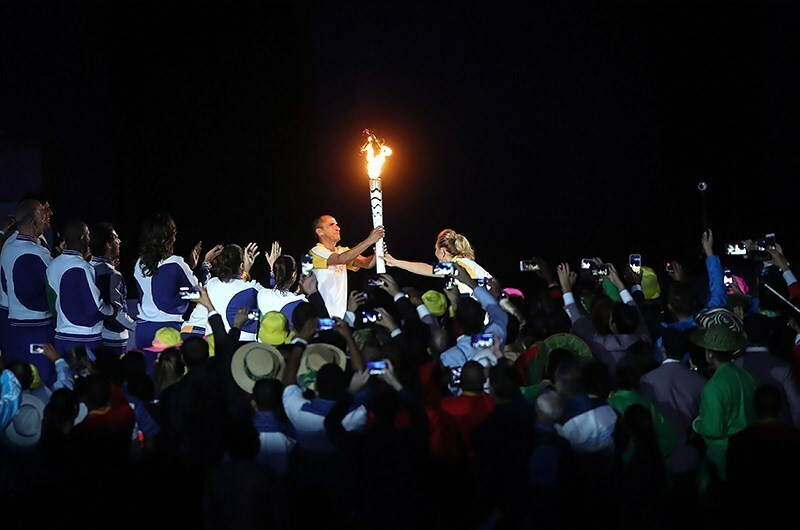
Moment de l'últim relleu de la flama olímpica de Rio 2016.

Va entrar en el Basketball Hall of Fame el 2005.
El 25 d'octubre de 2010, va ser agraciada amb la comenda de l'Orde d'Ipiranga pel Govern de l'Estat de São Paulo, la més alta distinció d'aquest organisme, que es fa entrega a aquells que hagin destacat per «mèrits personals i serveis prestats a l'estat i al país».
En la cerimònia d'inauguració dels Jocs Olímpics d'Estiu de 2016, celebrats a Rio de Janeiro, l'antiga capitana de la selecció va ser la penúltima portadora de la flama olímpica. Després que el tennista Gustavo Kuerten li passés la torxa, va travessar l'estadi de Maracanã entre l'ovació del públic i va donar el relleu al maratonià Vanderlei de Lima, qui va encendre el peveter.

## Clubs com a jugadora
- 1973-1975: São Caetano (São Caetano do Sul)
- 1976-1977: Fundação (São Caetano do Sul)
- 1978-1981: Higienópolis (Catanduva)
- 1982-1985: Prudentina (Presidente Prudente)
- 1985-1992 Minercal (Sorocaba)
- 1993-1995: Ponte Preta (Campinas)[20]

## Títols

### Selecció Brasilera
- Campionat sud-americà
  - 3 ors (Bolívia - 1978, Brasil - 1986 i Xile - 1989)
  - 1 plata (Perú - 1977)
- Jocs Panamericans
  - 1 or (L'Havana - 1991)[8]
  - 1 plata (Indianápolis - 1987)
  - 1 bronze (Caracas - 1983)
- Campionat Mundial 
  - 1 or (Austràlia - 1994)
- Jocs Olímpics
  - 1 plata (Atlanta - 1996)
- Torneig de les Amèriques
  - 2 plates (1989 i 1993)

### Clubs
- Higienópolis
  - Campionat Paulista: 1978, 1979, 1980
  - Campionat Sud-americà: 1981
- Prudentina
  - Campionat Paulista: 1982, 1983
  - Copa del Brasil: 1984
  - Campionat Sud-americà: 1983, 1984
- Minercal
  - Campionat Paulista: 1987, 1988, 1989, 1990, 1991
  - Copa del Brasil: 1987, 1991, 1992
  - Campionat Mundial Interclubs: 1991
- Ponte Preta
  - Campionat Paulista: 1993
  - Copa del Brasil: 1994, 1995
  - Campionat Panamericà de clubs: 1994, 1995
  - Campionat Mundial Interclubs: 1993, 1994

### Com a dirigent
- Data Control
  - 1 Copa del Brasil (1997)
  - 1 Campionats Brasilers (1998)[21]
  - 1 Campionat Mundial Interclubs (1997)
- Paraná
  - Campionat Paulista (1999)[11]
  - Campionat Brasiler (2000)[11][12]